# 英雄傳說III 白髮魔女
《英雄傳說III 白髮魔女》，是由日本Falcom在1994年開發的角色扮演類遊戲系列《英雄傳說系列》的第3部作品，系列第二期《卡卡布三部曲》的第1部作品。

## 概要
《白髮魔女》將「英雄傳說」四字作為主標題，確定了《英雄傳說系列》正式從《Dragon Slayer》系列獨立成為新系列作品。
與《英雄傳說IV 朱红的泪》、《英雄傳說V 海之檻歌》合稱為《卡卡布三部曲》。
為《卡卡布三部曲》的首作。卡卡布三部曲這個名稱在《白髮魔女》重製為《新·英雄傳說III 白髮魔女》的時候第一次出現。
作品時間設定在卡卡布曆992年，是三部曲中故事年代最晚的作品。舞臺是卡卡布裂縫東側的提拉斯依魯（Tirasweel）。

## 剧情提要
故事发生在卡卡布一侧的提拉斯依鲁(Tirasweel)大陆。
卡卡布历992年，拉克比库村的杰立欧和克莉丝这两个少年男女展开了作为成人礼仪式的周游提拉斯依鲁大陆的巡礼。

在巡礼的途中他们要拜访分布在不同地方的5个夏路，通过观看那里的魔法镜而获得启示。在巡礼的途中，他们听说了很多关于一名在二十年前的叫做耶鲁杜的白发女子的事迹，并逐渐被牵连到一个关系世界命运的阴谋之中。

## 主要角色
杰立欧(Jurio)
- 男主角。为了完成成人礼而和克莉丝结伴踏上巡礼之途。

性格有点内向，但实际上很坚强。擅长的武器是剑。
克莉丝(Chris)
- 女主角。为了完成成人礼而和杰立欧结伴踏上巡礼之途。

性格外向的阳光型女孩。因为比杰立欧年纪大经常充当保护他的角色。会使用回复系的白魔法。
嘉拉(Shirla)
- 女盗贼，库茨的同伴。

非常漂亮，擅长使用弓。在偷走银色短剑时曾伪装成吟游诗人。
库茨(Goes)
- 盗贼，拉的同伴。

美男子，擅长使用短刀，另外投石子也是百发百中。
哈克(Huck)
- 克莉丝的叔叔。

专注于对白发魔女的研究，但经常为了躲债而东奔西跑。曾为了研究白发魔女偷偷登上鹰爪号，并与杰里欧和克莉丝到达目的地。
罗蒂(Lodi)
- 剑客。

因为年幼时双亲被海中的怪兽格路卡夺去了生命，所以立志要报仇。非常尊敬杜鲁塞尔。
阿鲁夫(Alf)
- 身份不明的流浪者。真实身份是安比须的国王，曾杰里欧和克莉丝旅行过一段时间，后趁着几人熟睡时偷偷回到安安比须，并将自己刻有安比须王室图案的戒指送给两人留做礼物。

菲丽(Phili)
- 著名调药师的女儿。

和母亲一起生活，很受身边的人们喜爱。喜欢的宠物是熊。
杜鲁塞尔(Durzel)
- 著名的宫廷剑士。

曾经当过耶鲁杜的护卫。
耶鲁杜(Gueld)
- 二十年前在提拉斯依鲁展开巡礼之途的神秘白发女子。

她沿途所作的许多预言后来都实现了，被人们称为白发魔女。

## 版本状况

### 日文版
- PC98版初版(软盘 1994年3月18日)
- PC98修正版 (软盘 1994年12月16日)
- CD版 (CD-ROM, 1995年5月26日)
- MS-DOS版(CD-ROM 1996年3月8日)
- PC98CanBe/VALUESTAR专用版 (CD-ROM 1996年8月30日)
- 特别版(CD-ROM 1996年12月11日)
- 世嘉土星版 (CD-ROM,1998年2月26日)
- PS版 (CD-ROM,1998年3月19日)
- Windows版初版 (CD-ROM 1999年4月23日)
- Windows DVD-ROM版 (DVD-ROM 1999年11月19日)
- XP版 (CD-ROM,DVD-ROM 2002年8月30日)

(windows版被称为新版，但内容并无大的改动）
- PSP版（UMD，2004年12月14日）

### 中文版
- 繁体Dos版（台湾代理：天堂鸟，大陆代理：杭州晶天） 1996年11月22日
- 繁体windows版（协和）2000年1月9日
- 简体xp版（北京娱乐通）2007年8月8日

### 英文版
- PSP版（bandai），2006年6月20日

## 相关作品

### 小说
(作者：堀 慎二郎）
- 出版社: 宙出版 (2005/07)
- ISBN 978-4776792147
- ASIN: 4776792141

### 漫画
- 出版社: 宙出版 (2005/5/24)
- ISBN 978-4776716181
- ASIN: 4776716186

### CD
1. Original Sound Track(2005/5/25)
2. (广播剧)
3. （游戏音乐CD）